# José Joaquín Beeme
José Joaquín Beeme (Saragozza, 1963) è un artista, editore e scrittore spagnolo.

## Biografia
Giornalismo, cinema, letteratura ed arti plastiche sono le quattro linfe che, per liberarlo dal desassossego, lietamente nutrono JJ Beeme, ricercatore quasi maniacale delle forme (ne son prova le centinaia di sketchbooks che ha riempito lungo gli anni) e documentarista dei diversi stati dell'anima umana, con un gusto particolare per l'animazione ed il surrealismo poetico.
Dopo la laurea in giurisprudenza, praticò il giornalismo culturale tra Cuenca e Madrid (Nuevo Diario del Júcar - Diario 16) e fondò a Saragozza, assieme al fratello Luis Ángel, lo studio grafico Blax and Company e la casa editrice Unaluna, attività editoriale che proseguì in Italia, dove traslocò nel 2002 da grafico e videomaker della Commissione europea, presso il Centro Comune di Ricerca di Ispra. Lì mise in piedi Altre Latitudini, con vocazione per le rarità e i mondi marginali, e La Torre degli Arabeschi, personale interpretazione del libro d'arte a piccolissime tirature.
I suoi articoli giornalistici sono apparsi su Diario 16, El Independiente, El Periódico de Aragón e Heraldo de Aragón e ha collaborato, tra le altre, alle riviste El Bosque, Turia, Atlántida, El Pollo Urbano, Pasarela, El Gancho, Delta, Barataria, Actum, El Ánsar Verde e Cuadernos de Nombrevilla. Ha scritto la prefazione ai libri di Juan Carlos Elijas, Carlo Liberio del Zotti, Rolando Mix, José H. Polo, Carmelo Rebullida, Malù Cruz Piani, Davide Musci, Antonio Fittipaldi, Ino Lucia e Gabriele Ficchì.
Da grafico ha partorito, oltre ai libri da lui stesso editi, quelli di Cátedra, Comune e Deputazione di Saragozza, Museo Internazionale di Fotografia di Bratislava, Fondazione Renato Piatti, Istituto Ernesto de Martino, Archivio Cesare Bermani, Fondazione di Ricerche Marxiste, Archivio Primo Moroni, Suoni Sonori, Associazione Nazionale Partigiani d'Italia, Alberti Editore, Repubblica di San Marino, Pinacoteca Bruno Molajoli, Pas de Deux, Quadrivium, Asociación de Investigadores Españoles en la República Italiana, ecc.
Nel 2013 dà vita, assieme alla storica dell'arte Malena Manrique, alla Fundación del Garabato [Fondazione dello Scarabocchio], piattaforma per la promozione e lo studio dei processi creativi i cui ambiti privilegiati sono i taccuni d'artista e l'animazione sperimentale.

## Mostre

### Individuali
Firmato Blax & Company: 
- La Calle 42. El cartel de cine en sus marquesinas, Università di Saragozza e cinema Palafox, novembre 1995.
- Paseo por Broadway. Carteles de Blax & Company, 24º Festival di Cinema di Huesca, Ibercaja e Scuola delle Arti di Huesca, giugno 1996.
- Estrellas. El cine español a través de sus actrices, Collezione Perdiguer, Biblioteca di Aragona, novembre 1996.
- Kpritxos. Otro Goya, si os place, Biblioteca di Aragona, Saragozza, febbraio 1997.
- Clásicos del Séptimo Arte: guiñantes candilejas de Blax & Company, 2º Festival di Cinema di Saragozza, Cortile dell'Infanta, Saragozza, dicembre 1997.
- Frankenstein. El regreso, Cinema Renoir-Audiorama, Saragozza, 1998.
- Horror movies (1895-1939), Bodegas Perdiguer, Saragozza, 1998.
- Viaje a las fuentes del cine. Blax & Company: obra cinematográfica sobre papel, 3ª Settimana del Cinema, Fuentes de Ebro, ottobre 1998.
- Films & Fancies, 1º Congresso di Letteratura Popolare in Lingua Inglese, Università di Castilla-La Mancha, Palazzo di Valdeparaiso, Almagro (Ciudad Real), novembre 1998.
- Buñueliana Suite, 2ª Mostra di Cinema e Video Villa de Zuera, Saragozza, febbraio 1999.
- Cartelística. Blax & Company, 1986-1999, Biblioteca di Aragona, gennaio 2000.
- Mis directores favoritos, sala Ámbito Cultural, Saragozza, gennaio 2001.

Firmato JJ Beeme:
- Abecedario bestiario, sala Luis Buñuel, Saragozza, gennaio 1999. Sala María Moliner, Saragozza, giugno 1999.
- Goyantojos, sala Luis Buñuel, Saragozza, maggio 2000.
- Retratos del exilio interior, Facoltà di Filosofia e Lettere, Università di Saragozza, gennaio 2001.
- Marcalibros, Libreria Antígona, Saragozza, aprile 2001.
- Gattiverie. Tinte miagolanti, Comune di Ispra, Semestre di presidenza spagnola dell'Unione Europea, e Atelier Capricorno, Gemonio (Varese), giugno-settembre 2002.
- La Torre degli Arabeschi: microeditoria in mostra, Biblioteca Giuseppina Aliverti, Somma Lombardo, aprile 2007.
- I ragazzi e la scienza, JRC Open Day, 50º anniversario dei Trattati di Roma, maggio 2007.
- La Torre degli Arabeschi, Villa Frua di Laveno Mombello, dicembre 2009.
- Estratti di tempo. Frammenti di un canzoniere infinito, con Gabriele Geminiani, Torrione di San Marino, maggio 2010. PoliArte - Centro Sperimentale di Design, Ancona, maggio 2012.
- I pulcini e gli arabeschi ad Arcumeggia, con Alberto Casiraghi, Sangalleria, Arcumeggia-Paese Dipinto, giugno 2010.
- Microeditoria per a microamants, Vila del Llibre 2010, Bellprat (Barcellona), ottobre 2010.
- Andarines de su órbita. Libros peregrinos de La Torre degli Arabeschi, Centro di Arte Moderna, Madrid, aprile 2011.
- Oltreboli. JJ Beeme legge Carlo Levi, Sala Giuliano Belmonte, Ispra, giugno 2014.
- Sangregorio al naturale. Taccuino lacustre di JJ Beeme, Fondazione Sangregorio, Sesto Calende, ottobre-novembre 2017.
- BuñuEL, Cinema-Teatro Nuevo, Filmstudio 90 / Cineteca di Bologna / Instituto Cervantes / Semestre Spagnolo di presidenza UE, Varese, settembre-dicembre 2023.

### Collettive
- A Sangre, Foro de Diseño (Associazione Professionale de Grafici-Illustratori di Aragona), Scuola delle Arti, Saragozza, 1994.
- Maniera nera, Atelier Capricorno, Gemonio (Varese), febbraio 2003.
- Il lago ai tuoi occhi, Biblioteca del Palazzo Comunale, Laveno, maggio 2003.
- Le città invisibili (omaggio a Italo Calvino), Palazzo Comunale, Laveno / Cassorate Sempione, maggio-aprile 2004.
- Tête-à-tête. L'artista a tavola, Villa Frua di Laveno, aprile 2004.
- Bianco [e] nero, Dome, Albizzate (Varese), e Nuovo Atelier Capricorno, Cocquio (Varese), settembre 2004.
- Omaggio a Severino Caletti. Fotografo, Sala A. Grossi, Angera (Varese), luglio 2004.
- Omaggio al poeta Vittorio Sereni, Liceo Scientifico e Villa Frua di Laveno / Liceo di Luino, ottobre 2004.
- Pulcino o Elefante? Alberto Casiraghi, l'editore che stampa in giornata, Villa Frua di Laveno e Sistema Bibliotecario dei Laghi, 2006.
- Altre Latitudini: microeditoria in mostra, Biblioteca in Festa della Lombardia, Somma Lombardo, aprile 2007.
- Little Big Bangs, 50º anniversario del Joint Research Centre, Ispra, giugno 2009.
- Sogni incrociati, Antico Borgo del Castello di Pietrarubbia, Montefeltro (Pesaro-Urbino), luglio 2009.
- Per Aspera ad Fiastra. Biennale di arte contemporanea, Comune di Fiastra (Macerata), agosto 2010.
- Sogni incrociati a Casteldelci, Casa-museo Sandro Colarieti, Museo Arqueologico Uguccione della Faggiola (Rimini), giugno 2011.
- L'Albero delle Parole. Festa del libro autoprodotto, Spazio Vergani Uno, Castel di Masnago, giugno 2012.
- L'epopea del volo, 1903-2023, Volandia. Parco e Museo del Volo, ottobre 2023-giugno 2024.

## Libri

### Poesia
- Dos epifanías, Papeles de la Calle del Gato, Ólvega (Soria), 2004. Inchiostro di china dell'autore.
- Vitadietro, Pulcinoelefante, Osnago (Lecco), 2005. Xilografia di Adriano Porazzi e collage dell'autore su una fotografia di Angelo Gargaglione.
- G.A.T.T.O. Gli altri ragazzi di vita, PulcinoElefante, Osnago (Lecco), 2006. Acquerelli di Elettra Riolo e xilografia di Adriano Porazzi.
- Aforismos al tren!, PulcinoElefante, Osnago (Lecco), 2006. Acquerello e collages dell'autore.
- Bestiolanum apud Mediolanum, Libro Raro, Saragozza, 2012. Prefazione di Raúl Herrero ed illustrazioni dell'autore.

### Narrativa
- "El paraíso que yo imagino", Cuenca, nº 37, Diputazione di Cuenca, 1991.
- Síndrome Sur. 22 crónicas meridionales, Instituto de Estudios Turolenses (CSIC), 1996. Premio alla Creazione Letteraria.
- Cuenca, mon rêve, Unaluna (col. Errancias), 2ª ed., Saragozza, 1997. Acrostico di José Luis Jover e prefazione di Javier Barreiro. Infografie di Luis Ángel Blasco.
- Heteronomías, Unaluna (col. Di Verso), Saragozza, 2003. Prefazione di Antón Castro e vignette dell'autore.
- "El león no duerme esta noche", in Panorámicas: Zaragoza, Unaluna, Saragozza, 2008. Prefazione di Juan Alberto Belloch e fotografie di Alfonso Domingo Ribote.
- "Este placer de alejarse", in Suegras, a cura di J. Mª. Pérez Collados, Nuevos Rumbos (col. Ópera prima), Saragozza, 2010.
- "Colpo di fulmine" e "La notte dei tempi", in 10 autori in cerca di personaggio, Associazione Culturale Europea, Ispra, 2022.
- "L'insurrezione degli ultracorvi" e "Il ventaglio di lady Trevelyan", in Esposizione. Foto-racconti, Associazione Culturale Europea, Ispra, 2022.

### Saggio
- Capitolo per Vamos de compras. Un recorrido por 100 tiendas curiosas zaragozanas, di Mario Bartolomé, unaLuna (col. Gratia Artis), Saragozza, 1999.
- Studio di americanismi in ¡Chao, exilio! Historias de la diáspora chilena, di Ignacio Garay, unaLuna (col. Errancias), Saragozza, 2000.
- Glossario storico-politico di Era la hora tercia. Testimonio de la resistencia antifranquista, di Vicente Cazcarra, unaLuna (col. Amarcord), Saragozza, 2000.
- Trascrizione di Antonio García Barón, un anarquista en la selva boliviana, unaLuna (col. Errancias), Saragozza, 2005.
- "Elegía de elegías", in Atreverse a saber. Antología poética y homenaje a José Luis Giménez-Frontín, a cura di Aguado-Cilleruelo, col. Puerta del Mar, Diputazione di Málaga, 2010.
- A.Z Cuaderno angerino, Fundación del Garabato, Angera, 2020.
- El lince de Goya, con Malena Manrique, Fundación del Garabato, Angera, 2021.

### Traduzioni
- ¿Qué es el Derecho?, di Sergio Cotta, Rialp, Madrid, 1993 (6ª ed. 2022) [ed. originale: Perché il diritto, Editrice La Scuola, Brescia, 1979]
- La construcción de la torre, dal Bestiario di Dino Buzzati, La Torre degli Arabeschi, 2003.
- Margarita y los lobos, novella del Decamerone di Giovanni Boccaccio, La Torre degli Arabeschi, 2003.
- Poesías rechazadas 1968-69, di Pier Paolo Pasolini, La Torre degli Arabeschi, 2006.
- Appendice per Goya e Italia, di Paolo Erasmo Mangiante, Diputazione di Saragozza, 2008 [ed. originale: Goya e l'Italia, Fratelli Palombi, Roma, 1992]
- Mariposas de Madrid. Los narradores italianos y la guerra civil española, di Luciano Curreri, Prensas Universitarias de Zaragoza, 2009 [ed. originale: Le farfalle di Madrid, Bulzoni, 2007]